# Arthur (Wisconsin)
Arthur – miasto w Stanach Zjednoczonych, w stanie Wisconsin, w hrabstwie Chippewa.